# صابرة أيدمير
صابرة أيدمير (بالتركية: Sabire Aydemir) (ولدت يوم 1 فبراير 1910 في إينابولو، بمدينة قسطموني؛ تُوفيت يوم 4 يوليو 1991 بمدينة أنقرة) طبيبة بيطرية تركية، وأول من مارس هذه المهنة من النساء في تركيا.

## حياتها
وُلدت في في إينابولو، بمدينة قسطموني في عام 1910.أتمت دراستها الأبتدائية في بلدتها سالفة الذكر، والأعدادية في مدرسة إيرين كوي للبنات في سنة 1933. وفي الوقت الذي كانت تخطط فيه أن تلتحق بكلية الطب لكي تصبح طبيبة، علمت أنه لأول مره أصبح بإمكان الطالبات الالتحاق بكلية الطب البيطري، لذلك فضلت الالتحاق بها وذلك لحُبِها للحيوانات.
تخرجت من الكلية بعد خمس سنوات من الدراسة، وتحديدا في عام 1937. وبعد تخرجها عملت خمس سنوات أيضا أستاذة مساعدة في قسم علم البكتيريا في معهد رفيق سايدام للصحة في أنقرة (بالتركية: Ankara Refik Saydam Hıfzısıhha Enstitüsü) حيث حصلت على رتبة اختصاصية بعلم البكتيريا. وعملت صابرة طبيبة في معهد بحوث بنديك في إسطنبول، وأيضا في معهد البحوث والرقابة البيطرية أتليك في أنقرة. 
وظلت تباشر عملها حتي تقاعدت من رئاسة مختبر داء الكلب المختص بعلم البكتيريا والجراثيم التابع لمعهد البحوث والرقابة البيطرية الموجود في أتاكوم بصامسون الذي عملت فيه بعدما طلبت التعيين كمتطوعة في الأناضول.
أتقنت صابرة أيدمير اللغتان الألمانية والإنجليزية، ورزقت بولد وبنت. تُوفيت في أنقرة في سنة 1991.

## الجائزة
مُنحت جائزة ونشان من قبل البرلمان التركي بصفتها «أول طبيبة بيطرية» وبذلك بمناسبة الاعتراف بحق المرأة في الترشح والترشيح عام 1984.